# Rami Kaib
Rami Kaib, né le 8 mai 1997 à Nyköping en Suède, est un footballeur international tunisien qui évolue au poste d'arrière gauche à Halmstads BK.

## Biographie

### IF Elfsborg
Né à Nyköping en Suède, Rami Kaib est formé au Nyköpings BIS à partir de ses 11 ans, il poursuit ensuite sa formation à l'IF Elfsborg, qu'il rejoint en 2015. Il joue son premier match en équipe première le 30 juillet 2016, lors d'une rencontre d'Allsvenskan contre l'Östersunds FK. Il entre en jeu à la place d'Anders Randrup et les deux équipes se neutralisent (0-0).
Dans un premier temps barré par la concurrence d'Adam Lundqvist au poste d'arrière gauche, Kaib devient un titulaire régulier sur le côté gauche de la défense de l'IF Elfsborg lors de la saison 2018, après le départ de Lundqvist.

### SC Heerenveen
Le 13 janvier 2021, Rami Kaib rejoint les Pays-Bas en s'engageant avec le SC Heerenveen pour un contrat courant jusqu'en juin 2024. Il y retrouve son ancien coéquipier à l'IF Elfsborg, Ibrahim Drešević, qui lui a recommandé de signer à Heerenveen. Il joue son premier match sous ses nouvelles couleurs le 20 janvier, lors d'une rencontre de coupe des Pays-Bas face au FC Emmen. Entré en jeu à la place de Lucas Woudenberg ce jour-là, il se fait remarquer en délivrant une passe décisive pour Benjamin Nygren sur le but égalisateur. Son équipe s'impose finalement par deux buts à un. Il fait sa première apparition en Eredivisie trois jours plus tard, lors d'une défaite face à l'Heracles Almelo (1-0). Kaib inscrit son premier but pour Heerenveen le 17 février 2021, lors des quarts de finale de la coupe des Pays-Bas face au Feyenoord Rotterdam. Il ouvre le score sur une passe décisive de Mitchell van Bergen et Heerenveen parvient à s'imposer lors de cette rencontre riche en buts (4-3 score final).

### Djurgårdens IF
Le 30 juin 2023, Rami Kaib fait son retour en Suède en s'engageant en faveur du Djurgårdens IF. Il signe un contrat de trois ans et demi.

### Retour à l'IF Elfsborg
Le 16 février 2024, Rami Kaib fait son retour dans le club où il a commencé sa carrière professionnelle, l'IF Elfsborg. Il signe un contrat courant jusqu'en décembre 2026.

### Prêt à Halmstads BK
Le 15 juillet 2025, après avoir été proche de rejoindre le Club africain, il est prêté à Halmstads BK jusqu'à la fin de la saison.

### En sélection
Rami Kaib est né en Suède mais possède également les nationalités tunisienne et libanaise. Il avait toutefois pour ambition de jouer pour la Suède et représente cette nation dans les équipes de jeunes.
Le 18 mai 2022, la Fédération tunisienne de football annonce que Kaib a signé les documents nécessaires pour être officiellement à la disposition de la sélection tunisienne.

## Palmarès
Équipe de Tunisie
- Vainqueur de la coupe Kirin en 2022